# Люсия (графиня Триполи)
Люси́я Триполи́йская (? — ок. 1299) — графиня Триполи в 1287—1289, титулярная княгиня Антиохии в 1287—1299. В её правление графство Триполи оказалось завоёвано мамлюками и прекратило существование в качестве самостоятельного государства.

## Биография
Нет никаких точных сведений ни о дате рождения Люсии, ни о ранних годах её жизни. Она была второй дочерью Боэмунда VI, графа Триполи и титулярного князя Антиохии, от брака с Сибиллой Армянской.
После смерти брата Люсии, Боэмунда VII, последовавшей 19 октября 1287 года, их мать объявила регентом Триполи Бертрана де Жибле, который вскоре стал настолько непопулярен среди горожан, что те отказались признавать его власть и создали собственную коммуну. Это вынудило Люсию прибыть в графство и принять его под своё управление. Изначально она не поддерживала ни де Жибле, который лоббировал интересы генуэзцев, ни коммуну. Когда сторонники де Жибле, возглавляемые Бенедетто Заккарией, попытались посадить в Триполи подесту и тем самым превратить город в генуэзскую колонию, глава коммуны согласился признать права Люсии, однако было уже поздно: она вступила в союз с генуэзцами, которые наконец официально признали её графиней в 1288 году.
Такое решение пришлось не по душе венецианцам и пизанцам, конкурировавшим с генуэзскими торговцами. Они тайно вступили в переговоры с мамлюкским султаном Египта Аль-Мансур Калауном и убедили его напасть на Триполи. Люсия попыталась привлечь на свою сторону монголов и обратилась за помощью к европейским правителям. Не получив от них помощи, она укрылась в замке Нефен под охраной рыцарей-госпитальеров, а затем отплыла на Кипр в сопровождении иоаннитов и тамплиеров. Из-за внутренних противоречий, вызванных её действиями, защитники Триполи не смогли должным образом организовать оборону. Столица графства пала под натиском египтян 26 апреля 1289 года, тем самым оно прекратило своё существование. После потери владений Люсия, вероятно, вернулась в Европу.
Точная дата её смерти неизвестна. Принято считать, что она умерла в 1299 году.

## Брак и дети
Люсия была замужем за Наржо де Туси, который, несмотря на то, что был вправе потребовать графство Триполи, так ни разу и не появился там. От Наржо она родила единственного сына Филиппа, который унаследовал её номинальные титулы и умер в 1300 году.